# Cerapachys brevicollis
Cerapachys brevicollis é uma espécie de formiga do gênero Cerapachys.